# Theißen
Theißen is een plaats en voormalige gemeente in de Duitse deelstaat Saksen-Anhalt, en maakt deel uit van de Landkreis Burgenlandkreis.
Theißen telt 1.976 inwoners.

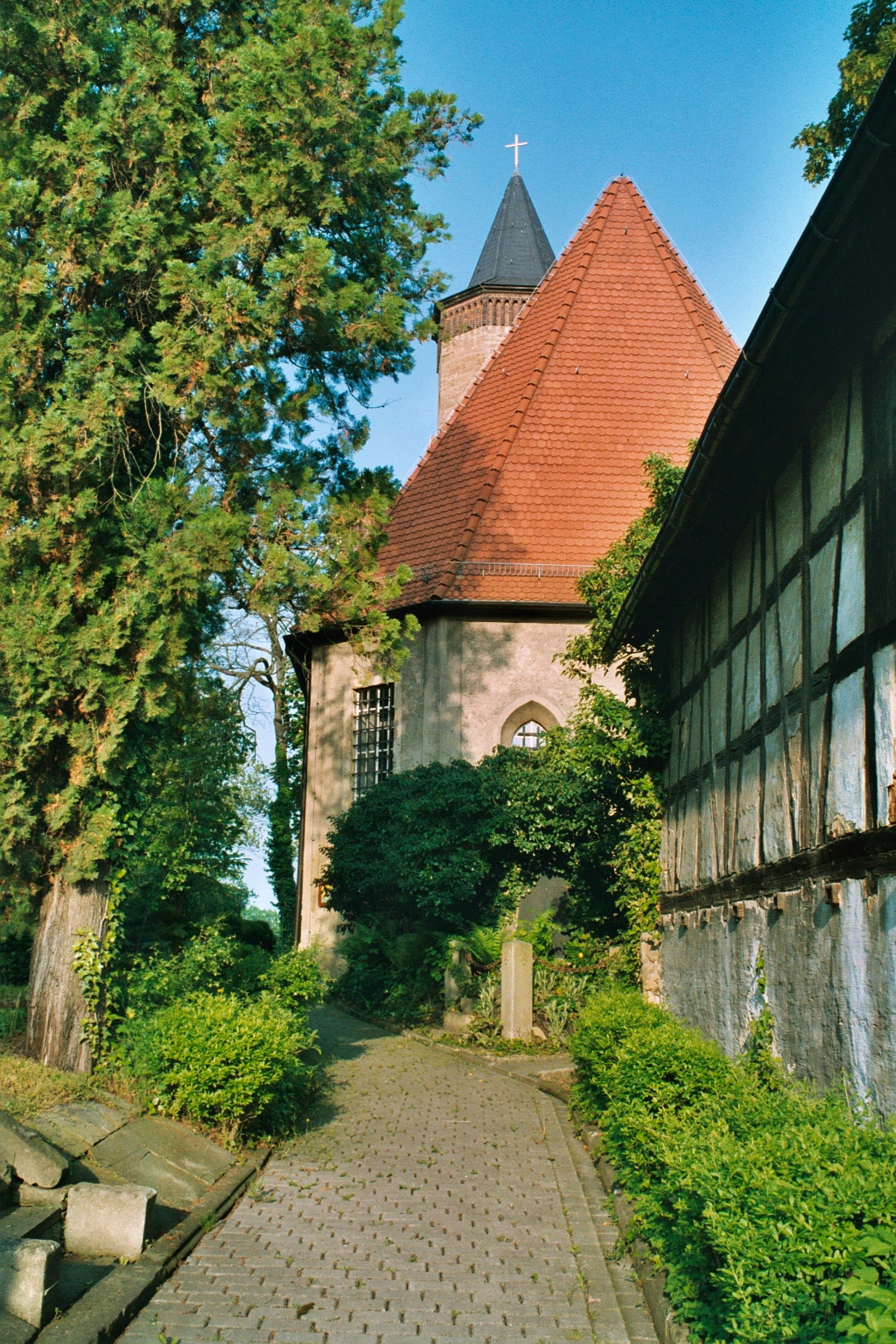
Dorpskerk van Theißen
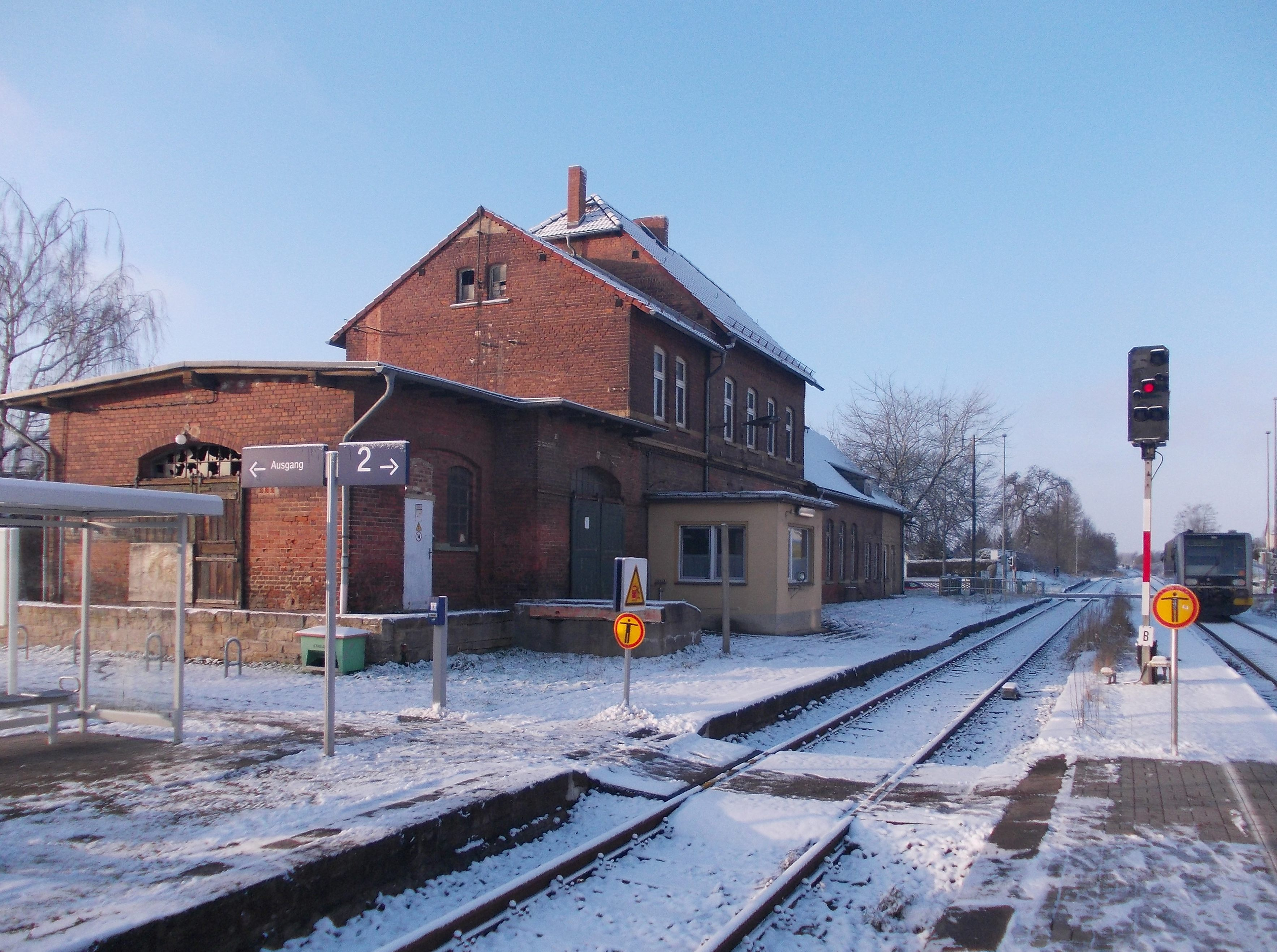
Station van Theißen